# Patinoire Polesud
Die Patinoire Polesud ist eine Multifunktionsarena in Grenoble, Frankreich. Die Brûleurs de loups de Grenoble aus der Ligue Magnus tragen ihre Heimspiele in der Arena aus.

## Geschichte
Die Arena wurde im Oktober 2001 eröffnet und ersetzte die Patinoire Clémenceau. Neben den Heimspielen der Brûleurs de loups de Grenoble aus der Ligue Magnus finden in dem Eisstadion regelmäßig Eiskunstlauf und Shorttrack-Wettbewerbe statt. In der Saison 2009/10 fand das Finalturnier um den IIHF Continental Cup im Polesud statt, wobei alle drei Begegnungen mit Beteiligung der Brûleurs ausverkauft waren. Es gibt zusätzlich eine kleinere Nebenhalle, in der die Öffentlichkeit Schlittschuh laufen kann. Zusätzlich zum Polesud befindet sich der deutlich größere Palais des Sports in der Stadt, der 1968 Austragungsort der Olympischen Winterspiele war.